# Miss Mayotte
Miss Mayotte es un concurso de belleza francés que selecciona una representante del departamento de ultramar de Mayotte para el concurso nacional Miss Francia. El concurso se llevó a cabo por primera vez en el año 2000.
La actual Miss Mayotte es Zaya Toumbou, quien fue coronada Miss Mayotte 2024 el 31 de agosto de 2024. Ninguna mujer de Mayotte ha ganado Miss Francia.

## Resumen de resultados
- Tercera finalista: Esthel Née (2008)
- Top 12/Top 15: Maïté Boudy (2002); Élodie-Méryl Anridhoini (2010); Anlia Charifa (2020)

## Galería

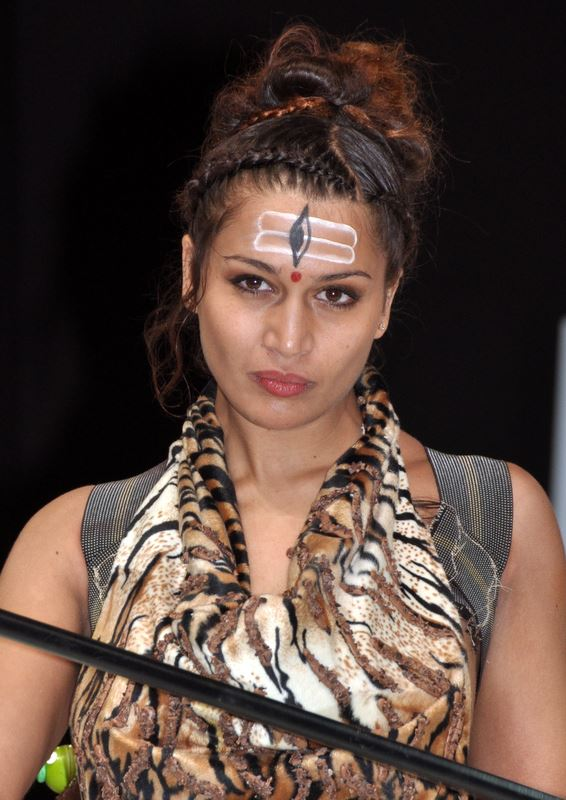
Miss Mayotte 2004 Maeva Schublin

## Ganadoras
| Año  | Nombre                  | Edad | Altura          | Ciudad natal  | Posición en Miss Francia | Notas |
| ---- | ----------------------- | ---- | --------------- | ------------- | ------------------------ | ----- |
| 2024 | Zaya Toumbou            | 20   | 1,73 m (5′ 8″)  | Acoua         |                          |       |
| 2023 | Houdayifa Chibaco       | 21   | 1,72 m (5′ 8″)  | M'Tsangamouji |                          |       |
| 2021 | Anna Ousseni            | 24   | 1,70 m (5′ 7″)  | Sada          |                          |       |
| 2020 | Anlia Charifa           | 23   | 1,77 m (5′ 10″) | Dzaoudzi      | Top 15                   |       |
| 2019 | Eva Labourdère          | 20   | 1,75 m (5′ 9″)  | Mamoudzou     |                          |       |
| 2018 | Ousna Attoumani         | 20   | 1,76 m (5′ 9″)  | Chiconi       |                          |       |
| 2017 | Vanylle Emasse          | 20   | 1,70 m (5′ 7″)  | Koungou       |                          |       |
| 2016 | Naïma Madi Mahadali     | 19   | 1,73 m (5′ 8″)  | Bouéni        |                          |       |
| 2015 | Ramatou Radjabo         | 18   | 1,70 m (5′ 7″)  | Chirongui     |                          |       |
| 2014 | Ludy Langlade           | 18   | 1,76 m (5′ 9″)  | Chirongui     |                          |       |
| 2013 | Daniati Yves            | 24   | 1,70 m (5′ 7″)  | Tsingoni      |                          |       |
| 2012 | Stanisla Saïd           | 22   | 1,76 m (5′ 9″)  | Pamandzi      |                          |       |
| 2011 | Aïcha Ahmed Bachir      | 20   | 1,74 m (5′ 9″)  | Mamoudzou     |                          |       |
| 2010 | Elisabeth Ongaretto     | 19   | 1,70 m (5′ 7″)  | Mamoudzou     |                          |       |
| 2009 | Élodie-Méryl Anridhoini | 19   | 1,74 m (5′ 9″)  | Chirongui     | Top 12                   |       |
| 2008 | Esthel Née              | 20   | 1,80 m (5′ 11″) | Bandrélé      | Tercera finalista        |       |
| 2007 | Nasma Choudjaïdine      | 18   | 1,80 m (5′ 11″) | Bègles        |                          |       |
| 2006 | Karida Salim            | 21   | 1,70 m (5′ 7″)  | Koungou       |                          |       |
| 2005 | Nayma Bacari            | 18   | 1,72 m (5′ 8″)  | Sada          |                          |       |
| 2004 | Maeva Schublin          | 19   | 1,76 m (5′ 9″)  | Mamoudzou     |                          |       |
| 2003 | Natacha Achirafi        |      |                 | Mamoudzou     |                          |       |
| 2002 | Salima Mogne Ahamadi    |      |                 | Mamoudzou     |                          |       |
| 2001 | Maïté Boudy             | 20   | 1,81 m (5′ 11″) | Mamoudzou     | Top 12                   |       |
| 2000 | Mariame Hassani         |      |                 | Mamoudzou     |                          |       |